# Jonathan Cilley

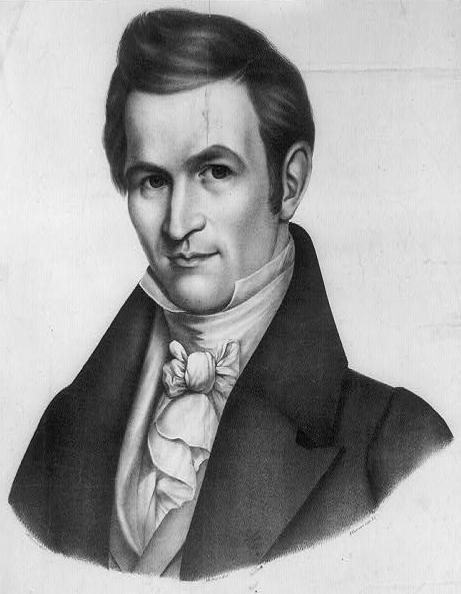

Jonathan Cilley (2 juillet 1802 - 24 février 1838) était un membre de la Chambre des représentants des États-Unis du Maine. Il a servi une partie d’un mandat au 25e Congrès et est mort des suites d’une blessure subie lors d’un duel avec un autre membre du Congrès, William J. Graves du Kentucky.

## Biographie
Cilley était originaire de Nottingham, dans le New Hampshire, et a fait ses études à l’Atkinson Academy et au Bowdoin College. Il s’est installé à Thomaston, dans le Maine, où il a étudié le droit et a été admis au barreau en plus d’être rédacteur en chef du journal Thomaston Register. Démocrate, Cilley siégea à la Chambre des représentants du Maine de 1831 à 1836 et en fut président en 1835 et 1836.
En 1836, Cilley est élu à la Chambre des représentants des États-Unis. Il a servi une partie d’un mandat et est mort des suites d’une blessure par balle causée lors d’un duel avec le représentant William J. Graves. Les duels étaient interdits à l’intérieur des frontières du district de Columbia, de sorte que les participants et leurs seconds se sont arrangés pour se rencontrer le 24 février 1838 au Bladensburg Dueling Grounds, juste à l’extérieur des limites de la ville et à l’intérieur de la frontière du Maryland. Ils se sont tiré dessus avec des fusils à trois reprises, et au troisième coup, Graves a touché l’artère fémorale de Cilley, provoquant une perte de sang qui a entraîné la mort. Il a été enterré temporairement au cimetière du Congrès, puis réinhumé au cimetière Elm Grove à Thomaston.
Après la mort de Cilley, son ami de longue date, Nathaniel Hawthorne, a publié deux biographies de lui. Ses collègues lui rendirent hommage en adoptant une loi fédérale le 20 février 1839, qui renforçait l’interdiction stricte du duel à Washington, D.C. en criminalisant le fait de lancer ou d’accepter un défi dans les limites du district, même si le duel devait avoir lieu en dehors de celui-ci. 

### Source
- (en) Cet article est partiellement ou en totalité issu de l’article de Wikipédia en anglais intitulé « Jonathan Cilley » (voir la liste des auteurs).